# Aníta Hinriksdóttir
Aníta Hinriksdóttir (née le 13 janvier 1996 à Reykjavik) est une athlète islandaise, spécialiste du 800 mètres.

## Biographie
Championne du monde jeunesse à Donetsk, elle remporte la médaille d'or lors des Championnats d'Europe juniors à Rieti après avoir terminé quatrième des Championnats du monde juniors à Barcelone en 2012.
Hinriksdóttir participe aux Championnats du monde d'athlétisme en salle 2014 à Sopot, en Pologne. En série du 800m, elle se qualifie initialement pour la finale en y établissant un nouveau record du monde junior. Finalement, elle sera quelques minutes plus tard disqualifiée pour avoir mordu le couloir voisin avant la ligne de rabattement. Le record du monde est donc annulé.
Le 20 mars 2016, Hinriksdóttir se classe 5e du 800 m lors des championnats du monde en salle de Portland en 2 min 02 s 58. Le 10 juillet, elle prend la 8e place de la finale des Championnats d'Europe d'Amsterdam en 2 min 2 s 55, après avoir couru sa demi-finale en 2 min 01 s 41.
Le 15 juin 2017, l'Islandaise se classe 6e des Bislett Games d'Oslo, prestigieuse étape de la ligue de diamant et bat son propre record national en 2 min 0 s 05, tout proche de la barre des 2 minutes.

## Palmarès
| Date | Compétition                            | Lieu            | Résultat | Épreuve        | Temps         |
| ---- | -------------------------------------- | --------------- | -------- | -------------- | ------------- |
| 2012 | Championnats du monde juniors          | Barcelone       | 4e       | 800 m          | 2 min 03 s 23 |
| 2013 | Championnats d'Europe par équipes      | Banská Bystrica | 1re      | 800 m          | 2 min 01 s 17 |
| 2013 | Championnats d'Europe par équipes      | Banská Bystrica | 1re      | 1 500 m        | 4 min 16 s 51 |
| 2013 | Championnats d'Europe par équipes      | Banská Bystrica | 2e       | 4 × 400 m      | 3 min 39 s 14 |
| 2013 | Jeux des petits États d'Europe         | Luxembourg      | 1re      | 400 m          | 54 s 29       |
| 2013 | Jeux des petits États d'Europe         | Luxembourg      | 1re      | 800 m          | 2 min 04 s 60 |
| 2013 | Jeux des petits États d'Europe         | Luxembourg      | 1re      | 4 × 400 m      | 3 min 40 s 97 |
| 2013 | Championnats du monde jeunesse         | Donetsk         | 1re      | 800 m          | 2 min 01 s 13 |
| 2013 | Championnats d'Europe juniors          | Rieti           | 1re      | 800 m          | 2 min 01 s 14 |
| 2014 | Championnats du monde en salle         | Sopot           | —        | 800 m          | DSQ           |
| 2014 | Championnats d'Europe par équipes      | Tbilissi        | 2e       | 800 m          | 2 min 02 s 70 |
| 2014 | Championnats d'Europe par équipes      | Tbilissi        | 2e       | 1 500 m        | 4 min 18 s 49 |
| 2014 | Championnats d'Europe par équipes      | Tbilissi        | 1re      | 4 × 400 m      | 3 min 40 s 42 |
| 2015 | Championnats d'Europe en salle         | Prague          | 4e       | 800 m          | 2 min 02 s 74 |
| 2015 | Jeux des petits États d'Europe         | Reykjavik       | 2e       | 800 m          | 2 min 09 s 10 |
| 2015 | Jeux des petits États d'Europe         | Reykjavik       | 1re      | 1 500 m        | 4 min 26 s 37 |
| 2015 | Jeux des petits États d'Europe         | Reykjavik       | 1re      | 4 x 400 m      | 3 min 44 s 31 |
| 2015 | Championnats d'Europe par équipes      | Stara Zagora    | 2e       | 800 m          | 2 min 03 s 17 |
| 2015 | Championnats d'Europe juniors          | Eskilstuna      | 3e       | 800 m          | 2 min 05 s 01 |
| 2016 | Championnats du monde en salle         | Portland        | 5e       | 800 m          | 2 min 2 s 58  |
| 2016 | Championnats des petits États d'Europe | Marsa           | 1re      | 800 m          | 2 min 1 s 71  |
| 2016 | Championnats des petits États d'Europe | Marsa           | 1re      | relais suédois | 2 min 8 s 44  |
| 2016 | Championnats d'Europe                  | Amsterdam       | 8e       | 800 m          | 2 min 2 s 55  |
| 2017 | Championnats d'Europe en salle         | Belgrade        | 3e       | 800 m          | 2 min 1 s 25  |
| 2017 | Championnats d'Europe par équipes      | Tel Aviv        | 1re      | 800 m          | 2 min 2 s 57  |
| 2017 | Championnats d'Europe espoirs          | Bydgoszcz       | 2e       | 800 m          | 2 min 5 s 02  |

## Records
| Épreuve      | Épreuve      | Performance        | Lieu       | Date           |
| ------------ | ------------ | ------------------ | ---------- | -------------- |
| 400 mètres   | En plein air | 54 s 29            | Luxembourg | 30 mai 2013    |
| 400 mètres   | En salle     | 54 s 21            | Reykjavik  | 6 février 2016 |
| 800 mètres   | En plein air | 2 min 0 s 05 (NR)  | Oslo       | 15 juin 2017   |
| 800 mètres   | En salle     | 2 min 1 s 18       | Reykjavík  | 4 février 2017 |
| 1 500 mètres | En plein air | 4 min 06 s 43 (NR) | Hengelo    | 11 juin 2017   |
| 1 500 mètres | En salle     | 4 min 09 s 54      | Düsseldorf | 6 février 2018 |